# 大连日报
《大连日报》是中国共产党地方机构在今辽宁省大连市境内，于1945年11月1日创刊的机关报。历经多次改版，现为中国共产党大连市委员会机关报。
2018年9月，大连日报社（大连报业传媒集团）建制撤销，并入新组建的大连新闻传媒集团，同时《大连日报》报头所印的出版单位也连同《大连晚报》的版头一同变更为“大连新闻传媒集团”。

## 概述
1945年10月，中共中央东北局派韩光到大连地区开展工作，在建立党、政、群领导机关的同时，于10月下旬筹备出版报纸。并由白全武、于明和刘汉等立即着手筹办。不久，山东的俞伯也到报社。1945年11月1日，《人民呼声》报正式出版。《人民呼声》报创刊时，中共大连市委尚未公开，不得不以市委领导的大连市职工总会的名义出版发行。社长罗思真，社址和设备利用原日文《大连日日新闻》。1946年6月1日，《人民呼声》改称《大连日报》。1949年4月1日，中共旅大地区党组织公开后，《大连日报》与《关东日报》合并，易名为《旅大人民日报》。1956年1月1日，又改为《旅大日报》。1981年3月1日，改为《大连日报》。